# William Carl Buchan
William Carl Buchan est un navigateur américain, né le 23 décembre 1956 à Seattle.
Il remporte en 1977 le championnat ICSA, une compétition universitaire de voile en solitaire, pour le compte de l'université de Washington. Ce succès contribue à sa désignation comme marin universitaire de l'année. Sélectionné pour les Jeux olympiques d'été de 1984 à Los Angeles, il s'impose aux côtés de Jonathan McKee en classe Flying Dutchman,.   
Fait rare dans l'histoire des Jeux olympiques, le père et le fils obtiennent la même année un titre olympique puisque William E. Buchan s'impose en classe Star.
William Carl Buchan fait partie de l'équipage du bateau américain Stars and Stripes, vainqueur de la Coupe de l'America 1988.
Il est admis au National Sailing Hall of Fame en 2021.